# Aidan Quinn
Aidan Quinn (em irlandês Aodhán Ó Cuinn; Rockford, 8 de março de 1959) é um ator estadunidense.

## Biografia
Seus pais são oriundos da Irlanda e muito devotos do catolicismo. Ele foi criado em Chicago e em Rockford, assim como em Dublin e em outros locais da Irlanda. Seu pai era professor de literatura e sua mãe, uma dona-de-casa. Tem três irmãos. O mais velho, Quinn, é um notável cinematógrafo. Quinn começou a atuar nos teatros de Chicago quando tinha apenas dezenove anos de idade. Mais tarde, entrou para a companhia de teatro Piven Theatre Workshop.

## Filmografia
- 1984: Reckless[1]
- 1985: Desperately Seeking Susan[1]
- 1985: An Early Frost (telefilme)
- 1986: All My Sons (telefilme)
- 1986: The Mission[1]
- 1987: Stakeout[1]
- 1989: Crusoe[1]
- 1989: Perfect Witness (telefilme)
- 1990: Avalon[1]
- 1990: The Lemon Sisters[1]
- 1990: The Handmaid's Tale
- 1991: Lies of the Twins (telefilme)
- 1991: At Play in the Fields of the Lord[1]
- 1992: The Playboys
- 1992: A Private Matter (telefilme)[1]
- 1993: Benny & Joon
- 1994: Blink
- 1994: Mary Shelley's Frankenstein[1]
- 1994: Legends of the Fall
- 1995: The Stars Fell on Henrietta
- 1995: Haunted
- 1996: Looking for Richard
- 1996: Michael Collins[1]
- 1997: Commandments
- 1997: The Assignment
- 1997: Forbidden Territory: Stanley's Search for Livingstone (telefilme)
- 1998: This Is My Father
- 1998: Practical Magic
- 1999: In Dreams
- 1999: Music of the Heart
- 2000: See You in My Dreams (telefilme)
- 2000: The Prince and the Pauper (telefilme)
- 2000: Songcatcher
- 2000: Two of Us (telefilme)
- 2001: Night Visions (seriado, 1 episódio)
- 2002: Stolen Summer
- 2002: Evelyn
- 2003: Freedom: A History of Us (seriado, 2 episódios)
- 2003: Benedict Arnold: A Question of Honor (telefilme)
- 2003: Song for a Raggy Boy
- 2004: Plainsong (telefilme)
- 2004: Bobby Jones: Stroke of Genius
- 2004: Cavedweller (telefilme)
- 2004: Shadow of Fear
- 2004: Miracle Run (telefilme)
- 2004: Return to Sender
- 2004: Proud
- 2005: Nine Lives
- 2005: The Exonerated (telefilme)
- 2004-2005: Third Watch (seriado, 5 episódios)
- 2005: Empire Falls (telefilme)
- 2005: Mayday (telefilme)
- 2006: The Book of Daniel (seriado, 8 episódios)
- 2007: Dark Matter
- 2007: Bury My Heart at Wounded Knee (telefilme)
- 2007: 32A
- 2007: Law & Order: Special Victims Unit (seriado, 1 episódio)
- 2008: Canterbury's Law (seriado, 5 episódios)
- 2008: Wild Child
- 2008: The Off Hours
- 2008: Paddyville
- 2009: A Shine of Rainbows
- 2009: The Eclipse
- 2009: The 5th Quarter
- 2009: Handsome Harry
- 2010: Jonah Hex
- 2010: Flipped
- 2011: The Greening of Whitney Brown
- 2012: Elementary

## Premios
- Recebeu uma indicação ao Independent Spirit Awards de Melhor Ator Coadjuvante, por "Cavedweller" (2004).